# Mima Jaušovec
Mima Jaušovec (1956. július 20. –) szlovén hivatásos teniszezőnő, aki jugoszláv színekben játszott pályafutása során. Legnagyobb sikereit a Roland Garroson érte el: háromszor jutott döntőbe, amiből egyszer (1977) tudott diadalmaskodni. Párosban Virginia Ruzicivel megnyerték az 1978-as versenyt is.

## Grand Slam-döntői

### Győzelmei (1)
| Év   | Helyszín      | Ellenfél a döntőben | Eredmény a döntőben |
| 1977 | Roland Garros | Florenta Mihai      | 6–2, 6–7, 6–1       |

### Elvesztett döntői (2)
| Év   | Helyszín      | Ellenfél a döntőben | Eredmény a döntőben |
| 1978 | Roland Garros | Virginia Ruzici     | 6–2, 6–2            |
| 1983 | Roland Garros | Chris Evert         | 6–1, 6–2            |

## Külső hivatkozások
- Mima Jaušovec profilja a WTA oldalán (angolul)